# 克盧伊德谷 (英國國會選區)
克盧伊德谷（英語：Vale of Clwyd），英國國會一郡選區，位於威爾斯北部登比郡北部。始設於1997年。
本區下議院議員自創設以來為工黨的克里斯·盧安。他在2010年大選中以42.3%選票勝出該區連任。